# Pantorhaestes hispanicus
Pantorhaestes hispanicus är en stekelart som beskrevs av Otto Schmiedeknecht 1913. Pantorhaestes hispanicus ingår i släktet Pantorhaestes och familjen brokparasitsteklar. Inga underarter finns listade i Catalogue of Life.